# Parafia św. Marii Magdaleny w Kaninie
Parafia św. Marii Magdaleny w Kaninie – parafia rzymskokatolicka, należąca do dekanatu limanowskiego w diecezji tarnowskiej.
Opiekę nad nią sprawują księża diecezjalni.
Odpust parafialny obchodzony jest 22 lipca.
Proboszczem parafii jest ks. Jan Raś.

## Historia
Parafię założono prawdopodobnie w 1138, o czym świadczy zapis o miejscowości w Słowniku geograficznym Królestwa Polskiego. Jednakże akta parafialne wskazują na II połowę XV wieku. Pierwsza drewniana świątynia służyła wiernym aż do pożaru w 1886. Na zgliszczach wzniesiono obecnie istniejący kościół.

## Terytorium
Swoim zasięgiem parafia obejmuje wsie Kanina i Wysokie oraz częściowo Siekierczynę i Krasne Potockie.